# Aplicación estrella

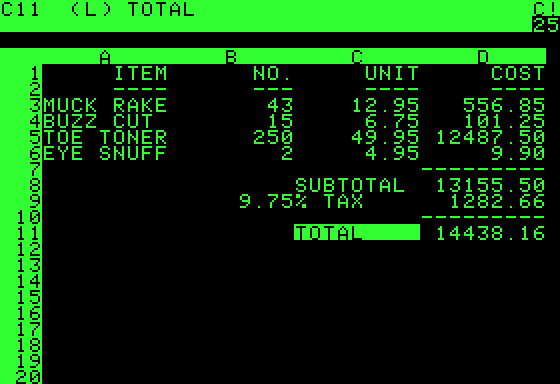
Captura de pantalla de Visicalc en una computadora Apple.

Una aplicación estrella, en alguna ocasión traducida bajo el barbarismo «aplicación asesina» —del inglés killer application, comúnmente abreviada a killer app— es una aplicación informática determinante, es decir, que su implantación supone la definitiva asimilación por los usuarios. Una aplicación denominada como tal ejerce una enorme influencia en el desarrollo de posteriores desarrollos informáticos y en la forma como se ofrece un servicio a partir del momento en que la killer application se populariza. Su éxito también se suele asociar a la acelerada implementación de la plataforma que lo ejecuta en exclusiva, e incluso capaz de determinar su éxito o fracaso.

## En internet
En internet, una killer application se caracteriza porque reemplaza total a parcialmente a otro servicio tradicional. Una de las primeras aplicaciones asesinas fueron los clientes de correo electrónico que sustituyeron en gran parte al correo tradicional. Posteriormente produjeron un gran impacto las aplicaciones de mensajería instantánea y en el futuro se espera que la popularización del vídeo bajo demanda a través de internet pueda cambiar para siempre el negocio de los videoclubs.

## En telefonía móvil
En el caso de la telefonía móvil las aplicaciones determinantes están por definir, pero respecto a la tecnología de segunda generación la más significativa ha sido la que permite la transmisión de mensajes SMS. Se espera que las aplicaciones estrella de la tercera generación de telefonía móvil sean aquellas que permitan realizar intercambio de archivos P2P, las de mensajería instantánea y las de comercio electrónico.

## En los videojuegos
En el terreno de los videojuegos, se considera una aplicación estrella —normalmente referido como un vendeconsolas cuando se publica para una videoconsola, (término análogo al inglés "system-seller", tdl. «vendesistemas»)— a aquel programa o juego destacable que puede subir las ventas de dispositivos en los que se ejecuta o incluso determinar su éxito o fracaso. Si tal es la popularidad de dicha aplicación, se puede esperar que la gente adquiera todo el equipo, a pesar de que su precio sea en varios órdenes mayor que el juego que se desea ejecutar.